# 120040 Pagliarini
120040 Pagliarini este un asteroid din centura principală, descoperit pe 24 ianuarie 2003 de Andrea Boattini și Hans Scholl.